# Saxum Nunatak
Saxum Nunatak är en nunatak i Antarktis. Den ligger i Västantarktis. Argentina, Chile och Storbritannien gör anspråk på området. Toppen på Saxum Nunatak är 430 meter över havet.
Terrängen runt Saxum Nunatak är kuperad söderut, men norrut är den platt. Havet är nära Saxum Nunatak norrut. Trakten är obefolkad. Det finns inga samhällen i närheten.